# Lacinipolia naevia
Lacinipolia naevia är en fjärilsart som beskrevs av Smith 1898. Lacinipolia naevia ingår i släktet Lacinipolia och familjen nattflyn. Inga underarter finns listade i Catalogue of Life.